# Cathédrale Sainte-Sophie de Jytomyr
Pour les articles homonymes, voir Cathédrale Sainte-Sophie.
La cathédrale Sainte-Sophie de Jytomyr est une église catholique ukrainienne bâtie au XVIIIe siècle.

## Historique
Elle fut construite entre 1746 et 1748 en style baroque par la volonté de l'évêque Samuel Jan Ożga, mais elle fut altérée en 1768 par un incendie. Elle ne fut rendue au culte qu'en 1991 avec le chute de l'URSS.

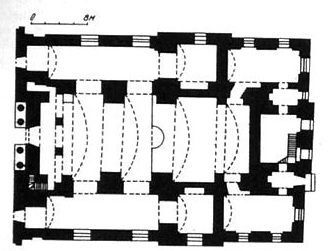
Plan de la cathédrale.

## Intérieur

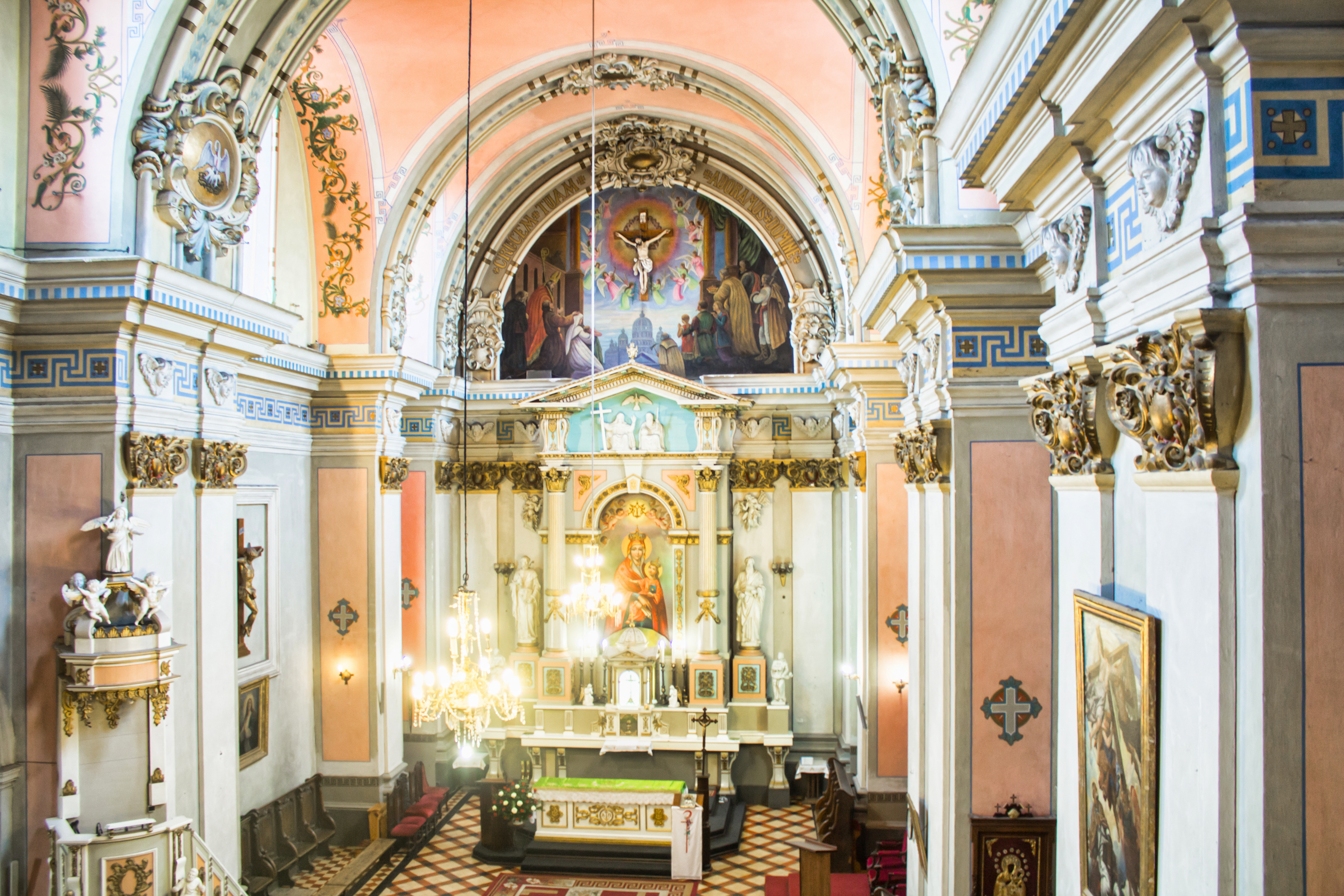
L'autel principal,
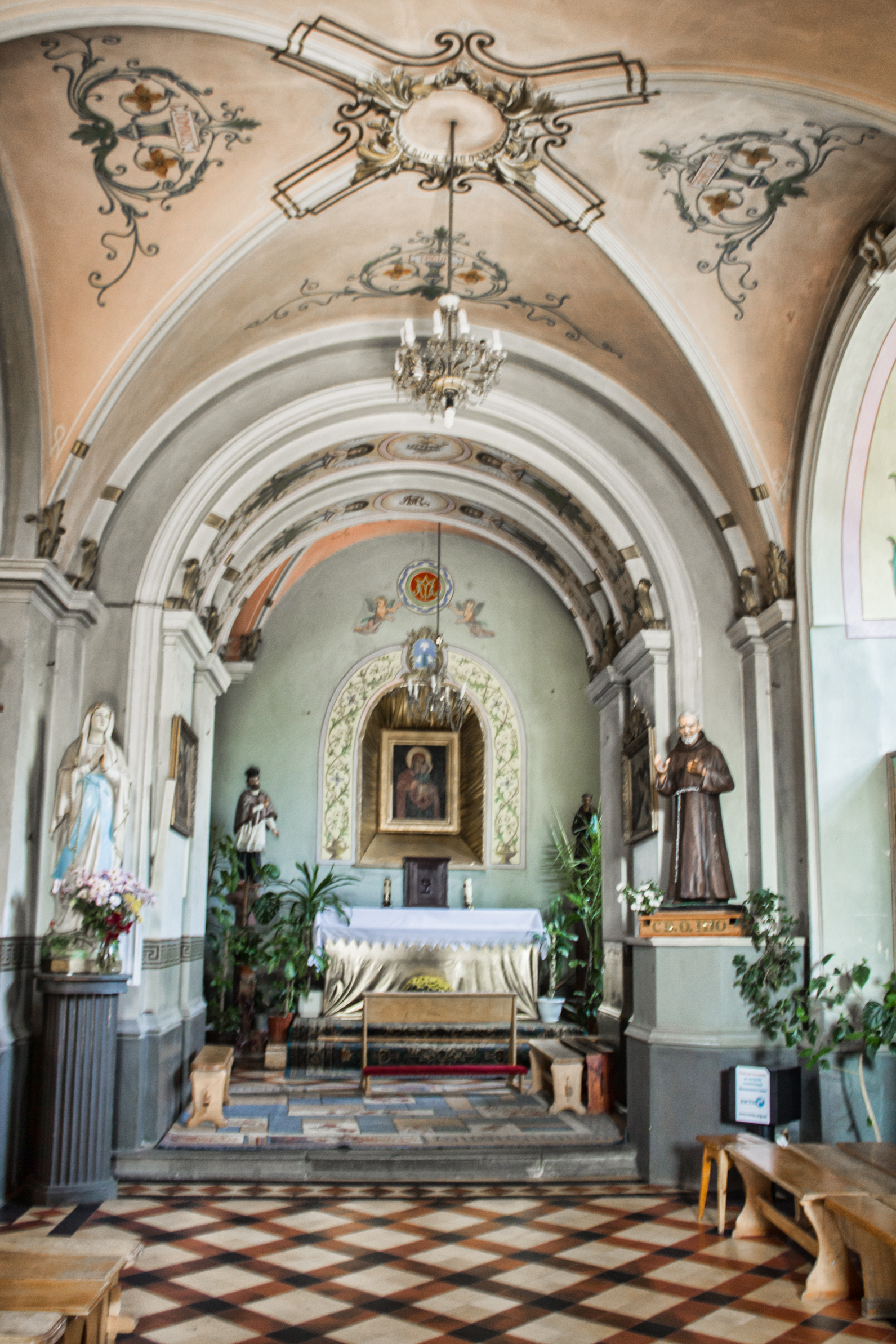
une chapelle,
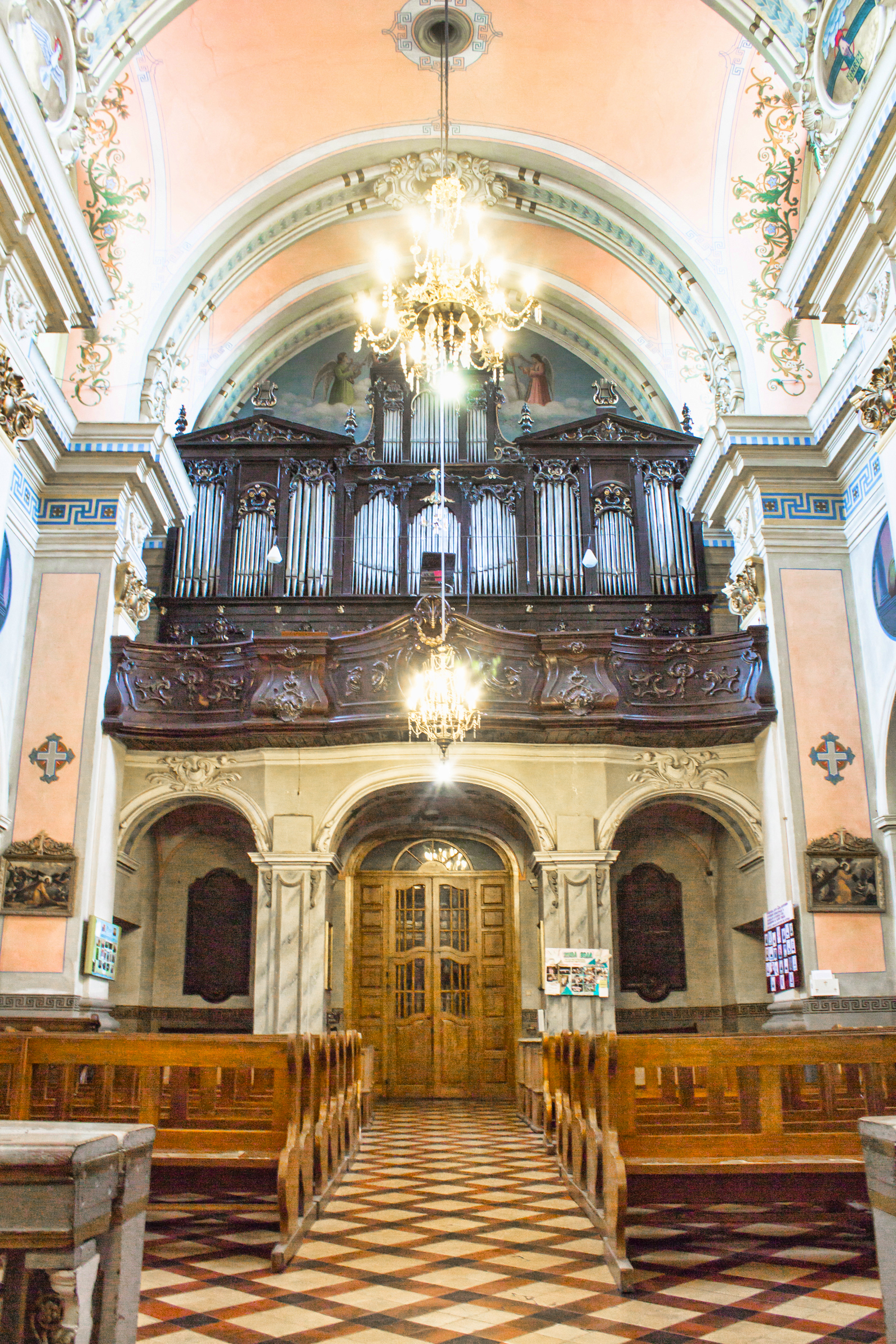
son orgue.